# Левинсон, Алексей Георгиевич
Алексей Георгиевич Левинсон (род. 3 мая 1944, Москва) — советский и российский социолог и педагог. Заведующий отделом социально-культурных исследований Левада-центра. Профессор Департамента социологии Факультета социальных наук НИУ ВШЭ.

## Биография
Отец — Георгий Ильич Левинсон (1918—1988), востоковед, выпускник исторического факультета МГУ им. М. В. Ломоносова, доктор исторических наук; мать — Сусанна Ароновна Раппопорт, сотрудница Всесоюзного общества по культурным связям с заграницей (ВОКС), затем Библиотеки иностранной литературы. В одном классе с ним учился Дмитрий Эдуардович Харитонович.
С 1967 — практикант отдела конкретных социальных исследований Института философии (сектор теории и методологии, руководитель — Ю. А. Левада). Окончил Институт восточных языков при МГУ (1968). Был младшим научным сотрудником сектора, затем аспирантом (окончил аспирантуру в 1972). В условиях, когда сектор был разогнан, диссертацию по проблемам архаического города не защитил.
Работал социологом в ЦНИИЭП, в Научно-исследовательском центре Министерства культуры (Гипротеатр). Заведующий отделом социологии ВНИИТЭ. С 1988 — во Всесоюзном (затем — Всероссийском) центре изучения общественного мнения, с 2004 — в Аналитическом центре Юрия Левады (Левада-Центр), заведующий отделом социально-культурных исследований. Кандидат искусствоведения (1980), диссертация «Развитие фольклорных традиций русского искусства на гуляниях»).
С начала 2000-х годов преподает на Факультете социологии Высшей школы экономики (в 2014 году реорганизован в Департамент социологии Факультета социальных наук), читает такие курсы, как «Качественные методы в социологических исследованиях», «Фокус-группы как метод прикладного социологического исследования», «Общество сквозь призму общественного мнения» и другие.
Научные интересы: социология города, проблемы молодёжи и межпоколенческих отношений, социология образования, антисемитизм и этнические проблемы, качественные методы исследования.
Возглавлял жюри литературной премии НОС. Ведёт авторскую рубрику в журнале Неприкосновенный запас, колонки социолога в ряде газет и сетевых изданий.

## Труды
- Есть мнение!: Итоги социологического опроса/ Под ред. Ю. А. Левады. М.: Прогресс, 1990 (с коллективом авторов)
- Советский простой человек: Опыт социального портрета на рубеже 90-х. М.: Мировой океан, 1993 (с коллективом авторов; на нем. яз. — 1992, на франц. яз. — 1993)
- Общественный договор: социологическое исследование. М.: Институт национального проекта «Общественный договор», 2001 (в соавторстве с Л. Гудковым, Б. Дубиным и др.)
- Опыт социографии: Статьи. — М.: Новое литературное обозрение, 2004
- Социальная дифференциация высшего образования. Москва: Независимый институт социальной политики, 2005 (с коллективом авторов)
- Качественные методы. Полевые социологические исследования. СПб.: Алетейя, 2009 (в соавторстве с Т. Шаниным и др.)
- Пространства протеста. Московские митинги и сообщество горожан. М.: Strelka Press, 2012.
- Как считают рейтинг. — Минск: Дискурс, 2018.